# Ferdia Walsh-Peelo
Ferdia Walsh-Peelo (Ashford, 12 ottobre 1999) è un attore e musicista irlandese.

## Carriera
Nato a Ashford, Contea di Wicklow, comincia la sua carriera musicale all'età di sette anni nel coro di voci bianche guidato da sua madre, il soprano Toni Walsh. Vincitore di molti premi fin da piccolo, a 12 anni entra a far parte del cast di Mozart's Magic Flute , con cui va in tournée per l'Irlanda.
Nel 2016 fa il suo debutto al cinema con il film Sing Street diretto da John Carney. Nel 2017 lo vediamo nella quinta stagione di Vikings nei panni del re Alfred il Grande. Nel 2016 compare nel video musicale Mustang della cantante britannica Hannah Grace. Nel 2021 interpreta Miles, co-protagonista nel film vincitore di tre premi Oscar, CODA - I segni del cuore, a fianco dell'attrice britannica Emilia Jones

## Vita privata
Walsh-Peelo ha due fratelli maggiori (Tadhg e Oisín) e una sorella minore (Siofradh).

## Filmografia
- Sing Street, regia di John Carney (2016)
- Vikings - serie TV, 22 episodi (2017-2020)
- Dave Allen at Peace, regia di Andy De Emmony - film TV (2018)
- Troubled Times, regia di Jared Crowelle - cortometraggio (2019)
- Here Are The Young Men, regia di Eoin Macken (2020)
- Love Gets A Room, regia di Rodrigo Cortés (2020)
- CODA - I segni del cuore (CODA), regia di Sian Heder (2021)

## Doppiatori italiani
- Andrea Di Maggio in Sing Street
- Tito Marteddu in CODA - I segni del cuore